# Дротнингхольмский придворный театр
Дротнингхольмский придворный театр (швед. Drottningholms Slottsteater) — оперный театр королевского дворца Дротнингхольм, расположенный на острове Лувён в озере Меларен, в окрестностях Стокгольма (Швеция). С 1980-х годов — крупнейшая в Швеции площадка для аутентичных музыкально-театральных постановок. Существующее здание возведено в 1764—1766 годах архитектором Карлом Фредериком Аделькранцем на месте сгоревшего театра, существовавшего как минимум с 1665 года.
В 1991 году театр вместе со всем дворцово-парковым ансамблем Дротнингхольма получил статус Объекта всемирного культурного наследия ЮНЕСКО.

## История

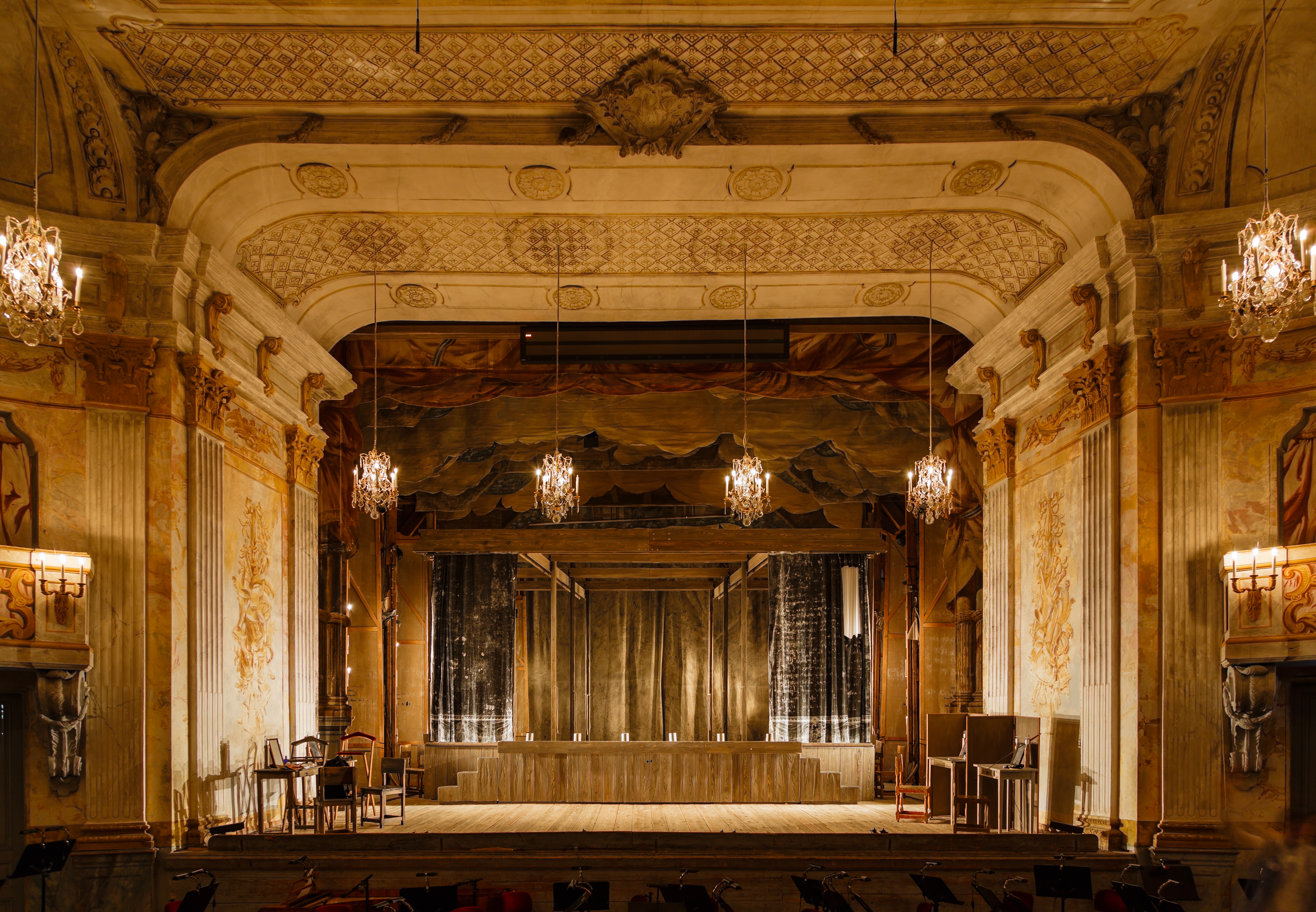
Театральная сцена.

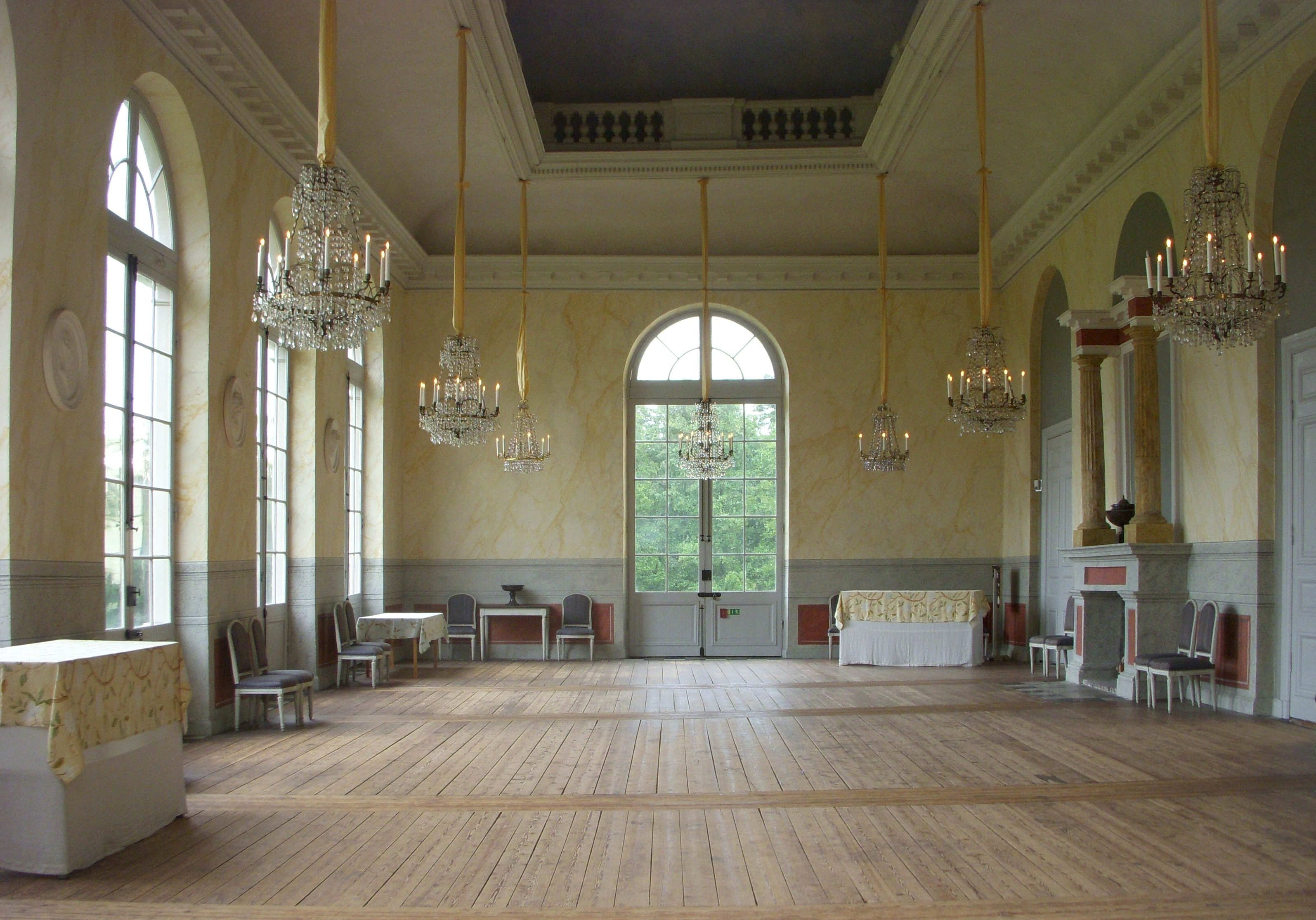
«Салон для завтраков» — театральное фойе, построенное при Густаве III.

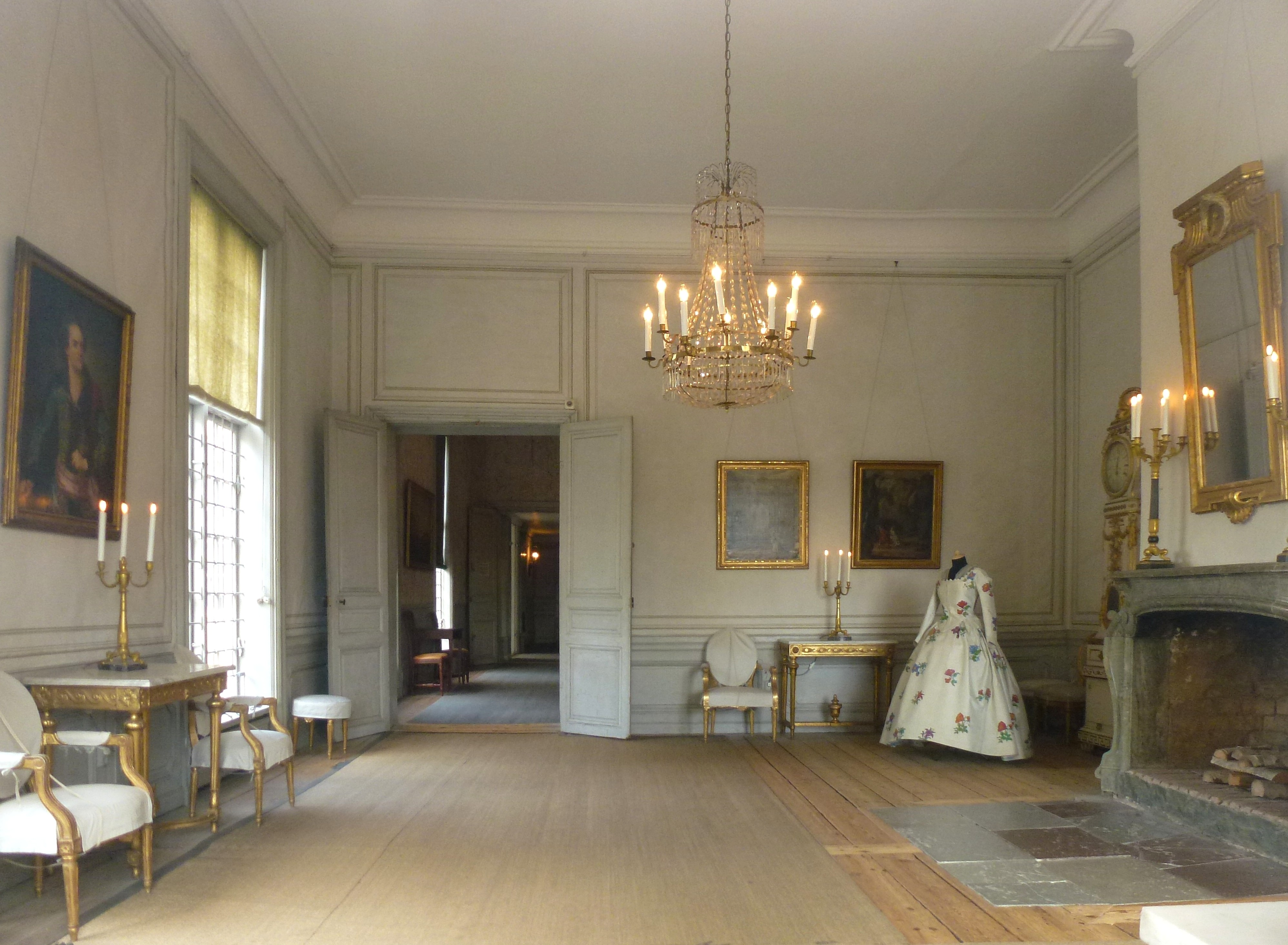
Один из салонов театра.

Первый придворный театр начал строиться в Дроттнингхольме придворным архитектором Никодемусом Тессином и после его смерти был закончен его сыном, Никодемусом Тессином-младшим. Первоначальный барочный интерьер, создававшийся с 1665 года, к 1703 году был изменён, следуя новой французской моде. С 1754 года здесь выступала французская труппа Жанны дю Лондель, нанятая двором годом ранее. 27 августа 1762 года во время представления комической оперы в театре начался пожар и он сгорел.
Вскоре после пожара королева Луиза Ульрика приказала восстановить театр. Новое здание со зрительным залом вместимостью около 450 зрителей было построено по проекту архитектора Карла Фредрика Аделькранца в 1764—1766 годах. Вместе с ним были возведены постройки для размещения актёров, дворцового персонала (в том числе самого Аделькранца), а также молодых аристократов, которым не было места в самом дворце.
В целях экономии внешний вид театра сделан совсем скромным, его фасад ничем не выдаёт функцию здания. Интерьеры были оформлены скульптором Адриеном Марсельезом — в отсутствие достаточных средств он использовал росписи, стукко, папье-маше и бумажные обои для имитации таких роскошных деталей, как резьба, мрамор и позолота. Зрительный зал необычной формы в плане напоминает букву «Т», где в двух пересечениях напротив сцены размещались троны царствующих монархов; остальные зрители размещались на деревянных скамьях.
Театральная сцена с деревянным планшетом отличается своей глубиной (8,2 × 17,4 м) и большим количеством кулис, что позволяло создавать оптический эффект перспективы. Театральная машинерия, приводящаяся в действие вручную, возможно, была создана итальянским инженером Донато Стопани (также предполагается авторство Георга Фрумана). Колесная система перемен с проложенными рельсами на сцене и системой подъёмных воротов под ней позволяла производить смену декораций всего за шесть секунд. Среди закулисных устройств — машины для имитации раскатов грома и создания волн, сценические люки, а также летающая колесница «бога из машины». Освещение контролировалось с помощью поворота металлических экранов подсвечников.
Театр был открыт королевой в 1766 году. Было дано несколько представлений, в которых кроме профессиональных актёров участвовали придворные и члены королевской семьи. Представления давались каждое лето вплоть до 1771 года, когда после смерти короля Адольфа Фредрика нанятая им французская труппа была уволена.
Золотая эра театра началась в 1777 году, когда Луиза Ульрика передала театр своему сыну Густаву III. Густав, любивший театр, оказывал ему немалую финансовую поддержку. В период его правления в Дроттнингхольме ставились оперы на итальянском и французском языках, среди которых были новинки Кристофа Виллибальда Глюка, Андре Гретри («Земира и Азор», 1778), Никколо Пиччинни («Роланд», 1781), а также балеты и драматические спектакли — в том числе на шведском языке, что положило начало шведскому национальному театру. Король сам написал несколько пьес для Дроттнингхольма и руководил их постановкой. При нём к театру было пристроено просторное фойе — «Салон для завтраков».
После смерти короля 29 марта 1792 года, случившегося в результате покушения на маскараде в Королевской опере, театр был закрыт. Его здание использовалось как склад дворцовой мебели, благодаря чему здесь сохранились в нетронутом виде как внутреннее убранство XVIII века, так и около тридцати наборов театральных декораций, написанных в тот период.

## Современный театр

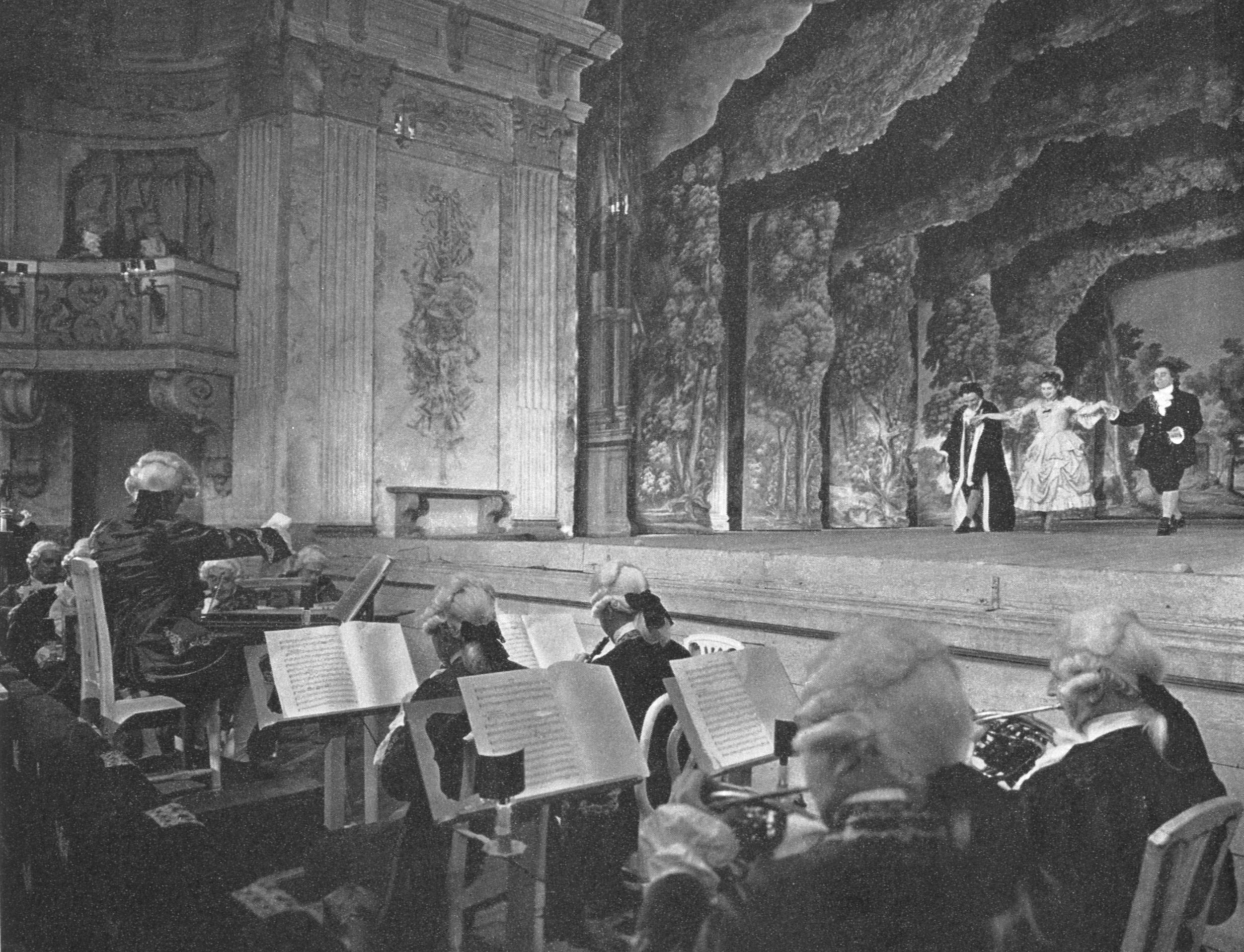
Представление на сцене театра, фотография не позднее 1966 года.

Внимание к Дроттнингхольмскому театру привлёк историк и искусствовед Агне Бейер в 1921 году. После небольшой реставрации, проведения электричества и замены канатов в театральных машинах, театр был вновь открыт 19 августа 1922 года. С 1951 года начал использоваться также как летняя площадка для постановок Шведской королевской оперы, начиная с 1953 года имеет статус фестивального. Работает преимущественно в летние месяцы.
Главным образом здесь осуществляются постановки опер XVII—XVIII веков в традициях аутентичного исполнительства, при этом и поныне используется старинная машинерия. С 1979 года в оркестре театра используются так называемые «исторические» (старинные или реконструированные по старинным образцам современные) музыкальные инструменты.
В репертуаре театра — произведения Клаудио Монтеверди, Жан-Филиппа Рамо, Георга Фридриха Генделя, Кристофа Виллибальда Глюка, Вольфганга Амадея Моцарта; из шведского репертуара — Иоганн Готлиб Науман и Йозеф Мартин Краус, известный как «шведский Моцарт».
Среди художественных руководителей театра — Арнольд Эстман (Östman, 1980—1992), Элизабет Сёдерстрём (1993—1996), Марк Татлов (2007—2013). Оркестром театра дирижировали такие видные музыканты-аутентисты, как Николас Макгеган (с 1993), Райнхард Гёбель (1994) и Кристоф Руссе.
В интерьерах Дроттнингхольмского театра снимался фильм-опера Ингмара Бергмана «Волшебная флейта».
Кроме посещения спектаклей театр можно осмотреть в составе экскурсий.